# 충주여자고등학교
충주여자고등학교(忠州女子高等學校)는 대한민국 충청북도 충주시 용산동에 있는 공립 고등학교이다.

## 학교 연혁
- 1942년 3월 31일 : 충주공립고등여학교 인가 (4년제)
- 1942년 4월 26일 : 충주공립고등여학교 개교
- 1946년 8월 31일 : 4년제 제1회 졸업 (40명)
- 1951년 9월 1일 : 충주여자고등학교 (중.고 분리)
- 1952년 3월 31일 : 충주여자고등학교 제1회 졸업(39명)
- 1975년 2월 28일 : 교사 이전 (충주시 형설로 77)
- 1999년 2월 22일 : 강당 [꽃술관] 준공
- 2003년 12월 24일 : 도서관 [교육정보관] 준공
- 2010년 3월 1일 : 기숙형고교, 교과 교실제 운영
- 2010년 9월 30일 : 기숙사 [솔뜰학사] 준공(172명 수용)
- 2020년 3월 1일 : 기숙형고교 자율학교 재지정 운영
- 2024년 2월 7일 : 제75회 200명 졸업(누계 23,429명)
- 2024년 3월 1일 : 제31대 김양규 교장 부임
- 2024년 3월 4일 : 신입생 195명 입학

## 참고 자료
- 충주여자고등학교 - 한국교육학술정보원 학교알리미